# 동승 (영화)
동승은 2003년 4월 11일 개봉된 주경중 감독의 대한민국의 영화이다.

## 출연진
- 김태진 - 도념 역
- 김예령 - 미망인 역
- 김민교 - 정심 역
- 오영수 - 큰스님 역
- 전무송 - 초부 역
- 김범태 - 인수 역
- 유현지 - 수연 역
- 오세금 - 진정 모
- 김민지 - 계곡 여자 1
- 김윤희 - 계곡 여자 2
- 민기홍 - 등산객
- 유주애 - 선생님 역
- 김필주 - 바닷가 여자 1
- 정소영 - 바닷가 여자 2
- 강귀자 - 수연 모
- 주갈식 - 수연 부
- 하유
- 계원
- 성묵
- 대정

## 이모저모
- 원래 영화 "동승"은 97년 10월 개봉 예정이었는데 도념 역은 백성현, 미망인 역에는 이응경, 정심 역은 홍경인이 캐스팅되었으며 이들 외에도 최종원 권성덕 등이 출연할 계획이었다[1].
- 하지만, 제작비 문제로 개봉이 무산되었다가  2003년 4월 11일로 개봉일이 변경되었으며 이응경은 <동승> 무산 후 당초 초원의 빛 후속 KBS 1TV 아침 TV 소설로 기획되었다가 갑작스럽게 편성이 바뀐 KBS 2TV 주말극(38회까지는 9시, 39회부터 50회(최종)까지는 8시로 방영됐지만 11~12회는 97년 11월 15일 연속 방송됨) 아씨로 발길을 돌렸는데 심은하 김혜선 등이 아씨 역 물망에 올랐으나 노역까지 해야 되는 역할에 대한 부담감 등의 이유 탓인지  모두 고사해 버리자 설득 끝에 이응경이 아씨 역으로 확정됐고 97년 11월 15일 11~12회 연속 방송될 당시 경쟁한 SBS 2부작 특집드라마 새끼에서 극의 주인공이자 화자인 선주로 나온 김혜수[2]가 출연한 드라마인 KBS 2TV 장희빈은 <동승> 무산 후 이응경이 발길을 돌린 아씨에서 아씨 역 물망에 오르기도 한 심은하가 장희빈 역으로 한때 거론[3]됐었다.
- <동승> 무산 후 이응경이 발길을 돌린 KBS 2TV 드라마 아씨에서 아씨 역 물망에 오른 김혜선, 2003년 4월 11일로 <동승>의 개봉일이 변경되면서 이응경 대신 미망인 역을 맡았던 김예령, 원래 도념 역이기도 한 백성현은 KBS 1TV 드라마 사랑은 노래를 타고에서 호흡을 맞췄다[4].